# ITF feminino de Kozerki
O ITF feminino de Kozerki – ou Kozerki Open, na última edição – foi um torneio de tênis profissional feminino, de nível ITF W100.
Realizado em Grodzisk Mazowiecki, no centro-leste da Polônia, estreou em 2019 e durou três edições. Os jogos eram disputados em quadras de duras durante o mês de agosto. Em 2023, foi promovido ao circuito challenger da WTA.

## Finais

### Simples
| Ano                           | Campeã             | Vice-campeã      | Resultado      |
| ----------------------------- | ------------------ | ---------------- | -------------- |
| 2022                          | Kateřina Siniaková | Magda Linette    | 6–4, 6–1       |
| 2021                          | Ekaterine Gorgodze | Chloé Paquet     | 7–67, 0–6, 6–4 |
| Torneio não realizado em 2020 |                    |                  |                |
| 2019                          | Maja Chwalińska    | Dejana Radanović | 7–65, 6–4      |

### Duplas
| Ano                           | Campeãs                         | Vice-campeãs                      | Resultado         |
| ----------------------------- | ------------------------------- | --------------------------------- | ----------------- |
| 2022                          | Alicia Barnett Olivia Nicholls  | Vivian Heisen Katarzyna Kawa      | 6–1, 7–63         |
| 2021                          | Barbara Gatica Rebeca Pereira   | Jang Su-jeong Lee Ya-hsuan        | 6–3, 6–1          |
| Torneio não realizado em 2020 |                                 |                                   |                   |
| 2019                          | Anna Hertel Anastasiya Shoshyna | Ulrikke Eikeri Isabella Shinikova | 66–7, 6–2, [10–4] |